# Kalînivka, Rokîtne
Kalînivka (în ucraineană Калинівка) este un sat în comuna Șarkî din raionul Rokîtne, regiunea Kiev, Ucraina.

## Demografie
Componența lingvistică a localității Kalînivka
     Ucraineană (97,86%)
     Rusă (1,5%)
     Alte limbi (0,64%)
Conform recensământului din 2001, majoritatea populației localității Kalînivka era vorbitoare de ucraineană (97,86%), existând în minoritate și vorbitori de rusă (1,5%).